# Монторио Романо
Монторио Романо (итал. Montorio Romano) је насеље у Италији у округу Рим, региону Лацио.
Према процени из 2011. у насељу је живело 2035 становника. Насеље се налази на надморској висини од 569 м.

## Становништво
Према резултатима пописа становништва 2011. у општини је живело 2.035 становника.
| 1931. | 1936. | 1951. | 1961. | 1971. | 1981. | 1991. | 2001. | 2011. |
| ----- | ----- | ----- | ----- | ----- | ----- | ----- | ----- | ----- |
| 1.918 | 1.931 | 1.925 | 1.811 | 1.742 | 1.737 | 1.847 | 1.829 | 2.035 |